# Північно-Східний статистичний регіон
Півні́чно-Схі́дний регіо́н (мак. Североисточен регион) — один з восьми регіонів Північної Македонії. Розташований на північному сході країни. Адміністративний центр — місто Куманово.

## Населення
Згідно з даними перепису станом на 2002 рік в регіоні проживало 173814 осіб, з яких македонці — 58,74%, албанці — 30,86%, серби — 6,02%, цигани — 2,95%, інші — 1,40%.

## Адміністративний поділ
Регіон адміністративно поділяється на 6 общин:
| Община           | Центр                 | Площа, км² | Населення, (перепис 2002) | Герб | Прапор | Карта |
| ---------------- | --------------------- | ---------- | ------------------------- | ---- | ------ | ----- |
| Кратово          | місто Кратово         | 375,4      | 10441                     |      |        |       |
| Крива-Паланка    | місто Крива-Паланка   | 480,8      | 20820                     |      |        |       |
| Куманово         | місто Куманово        | 509,5      | 105484                    |      |        |       |
| Липково          | село Липково          | 267,8      | 27058                     |      |        |       |
| Ранковце         | село Ранковце         | 240,7      | 4144                      |      |        |       |
| Старо-Нагоричане | село Старо-Нагоричане | 433,41     | 4840                      |      |        |       |

## Населені пункти
Найбільші населені пункти: з населення понад 2000 осіб:
| №  | Населений пункт | Населення, осіб (2002) |
| -- | --------------- | ---------------------- |
| 1  | Куманово        | 70 842                 |
| 2  | Крива-Паланка   | 14 558                 |
| 3  | Кратово         | 6 924                  |
| 4  | Карпош          | 5 433                  |
| 5  | Слупчане        | 3 789                  |
| 6  | Черкезі         | 3 741                  |
| 7  | Матейче         | 3 394                  |
| 8  | Отля            | 3 148                  |
| 9  | Романовце       | 2 794                  |
| 10 | Лояне           | 2 682                  |
| 11 | Липково         | 2 644                  |
| 12 | Ваксинце        | 2 479                  |
| 13 | Лопате          | 2 448                  |
| 14 | Бединє          | 2 327                  |
| 15 | Проєвце         | 2 311                  |
| 16 | Оризарі         | 2 094                  |